# Niclas Jensen
 Ikke at forveksle med Nicklas Jensen.
Niclas Christian Monberg Jensen (født 17. august 1974) er en tidligere dansk landsholdsspiller i fodbold.
Niclas Jensen var venstreback og fik sit egentlig gennembrud i Danmark da han spillede for FC København. Han blev dog solgt videre efter 5 år i klubben til Manchester City, transfersummen skulle være omkring de 7,5 millioner kr. Han har spillet 62 landskampe, dog uden scoringer (pr. 15. november 2006). 20 minutter inde i en EM-kvalifikationskamp mod Spanien 24. marts 2007 blev han udvist efter to advarsler.
Efter 1½ sæsons  ophold i Manchester City bl.a. med en suveræn oprykning til Premier League til følge, blev han solgt til tyske Borussia Dortmund, hvor det begyndte godt, men til sidst blev han tvunget ud af truppen, da træneren foretrak den brasilianske back Dede. Han blev efterfølgende solgt til engelske Fulham FC, hvor han ikke fik megen spilletid. Derfor skiftede han d. 11. januar 2007 til F.C. København.
Den 23. oktober 2009 meddelte Niclas Jensen, at han stoppede sin aktive fodboldkarriere for at blive spilleragent..
Niclas Jensen er bror til Daniel Jensen, som også er tidligere landsholdsspiller.

## Kluboversigt
- Lyngby FC 1992-1996
- PSV Eindhoven 1996-1997
- FC København 1997-2002
- Manchester City 2002-2003
- Borussia Dortmund 2003-2005
- Fulham FC 2005- 2007
- FC København 2007–2010

## Hæder
- 2004 Udtaget til årets hold
- 2003 Udtaget til årets hold
- 2002 Udtaget til årets hold
- 1995 Årets U21-talent